# Stiniva 2
Stiniva 2 je nenaseljeni hrvatski jadranski otočić. Nalazi se uz sjevernu obalu otoka Korčule, oko 70 m od obale, sjeverno od Vele Luke. U istoj uvali je i otočić Stiniva 1.
Površina otočića iznosi 1408 m², a iz mora se uzdiže 2 m.